# Ngambe
Ngambe (oder Ngambé) ist eine Gemeinde in Kamerun in der Region Littoral im Département Sanaga-Maritime. 

## Geografie
Ngambe liegt im Westen Kameruns.

## Verkehr
Ngambe liegt an der Departementstraße D55/D56.

## Söhne und Töchter
- François Achille Eyabi (* 1961), katholischer Geistlicher, Bischof von Eséka.